# Villa Suiza
Villa Suiza är en ort i Mexiko.   Den ligger i kommunen Huitzilac och delstaten Morelos, i den sydöstra delen av landet, 50 km söder om huvudstaden Mexico City. Villa Suiza ligger 2 236 meter över havet och antalet invånare är 122.
Terrängen runt Villa Suiza är varierad. Runt Villa Suiza är det tätbefolkat, med 881 invånare per kvadratkilometer. Närmaste större samhälle är Cuernavaca, 9,5 km söder om Villa Suiza. I omgivningarna runt Villa Suiza växer i huvudsak blandskog.